# 圣叙尔皮斯-德法维耶尔
圣叙尔皮斯-德法维耶尔（法語：Saint-Sulpice-de-Favières，法語發音：[sɛ̃ sylpis də favjɛʁ] ⓘ）是法国法兰西岛大区埃松省的一个市镇，属于埃唐普区。

## 地理
圣叙尔皮斯-德法维耶尔（48°32'30"N, 2°10'48"E）面积4.37 平方千米，位于法国法蘭西島大區埃松省，该省份为法国北部内陆省份，北起上塞纳省和马恩河谷省，西接厄尔-卢瓦省和伊夫林省，南至卢瓦雷省，东临塞纳-马恩省。
与圣叙尔皮斯-德法维耶尔接壤的市镇（或旧市镇、城区）包括：圣永、绍富尔莱塞特雷希、布瓦西苏圣永、布勒-茹伊、埃特雷希、莫尚、苏济拉布里什。

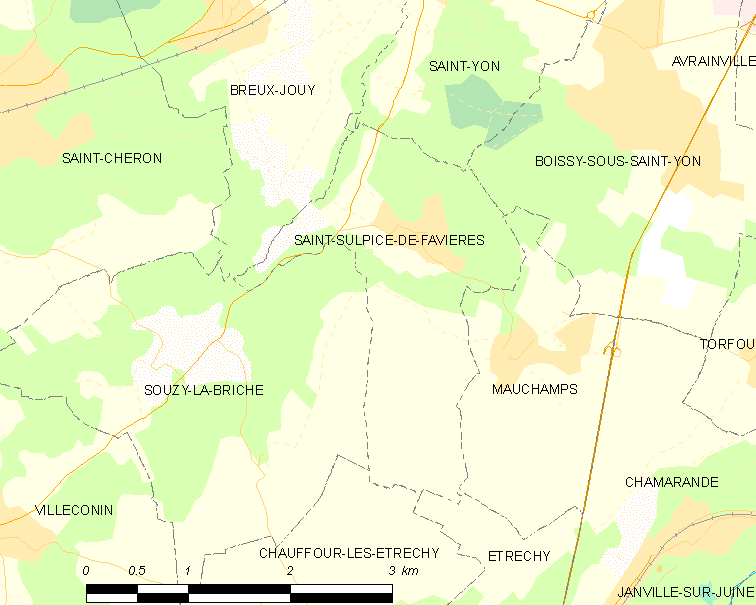
圣叙尔皮斯-德法维耶尔的OSM定位图

圣叙尔皮斯-德法维耶尔的时区为UTC+01:00、UTC+02:00（夏令时）。

## 行政
圣叙尔皮斯-德法维耶尔的邮政编码为91910，INSEE市镇编码为91578。

## 政治
圣叙尔皮斯-德法维耶尔所属的省级选区为杜尔当县。

## 人口

1962-2008年间圣叙尔皮斯-德法维耶尔人口变化图示

圣叙尔皮斯-德法维耶尔于2022年1月1日时的人口数量为271人。